# Aspilatopsis imbellata
Aspilatopsis imbellata là một loài bướm đêm trong họ Geometridae.